# Ã
A với dấu ngã (chữ hoa: Ã, chữ thường: ã) là một chữ cái của bảng chữ cái Latinh được tạo thành bằng cách thêm dấu ngã phía trên chữ A. Chữ cái này được sử dụng trong tiếng Bồ Đào Nha, tiếng Guaraní, tiếng Kashubia, tiếng Taa, tiếng Aromania và tiếng Việt. Chữ cái này cũng từng được sử dụng trong tiếng Greenland.

## Mã hóa
| Kí tự                     | Ã                                 | Ã                                 | ã                               | ã                               |
| ------------------------- | --------------------------------- | --------------------------------- | ------------------------------- | ------------------------------- |
| Tên Unicode               | LATIN CAPITAL LETTER A WITH TILDE | LATIN CAPITAL LETTER A WITH TILDE | LATIN SMALL LETTER A WITH TILDE | LATIN SMALL LETTER A WITH TILDE |
| Mã hóa ký tự              | decimal                           | hex                               | decimal                         | hex                             |
| Unicode                   | 195                               | U+00C3                            | 227                             | U+00E3                          |
| UTF-8                     | 195 131                           | C3 83                             | 195 163                         | C3 A3                           |
| Tham chiếu ký tự số       | &#195;                            | &#xC3;                            | &#227;                          | &#xE3;                          |
| Named character reference | &Atilde;                          | &Atilde;                          | &atilde;                        | &atilde;                        |
| EBCDIC family             | 102                               | 66                                | 70                              | 46                              |
| ISO 8859-1/4/9/10/14/15   | 195                               | C3                                | 227                             | E3                              |